# دينيس هندرسون
دينيس هندرسون هو شخصية أعمال سريلانكي، ولد في 11 أكتوبر 1932 في كولمبو في سريلانكا، وتوفي في 21 مايو 2016.